# Acropora rudis
Acropora rudis е вид корал от семейство Acroporidae. Видът е застрашен от изчезване.

## Разпространение
Разпространен е в Американска Самоа, Бангладеш, Британска индоокеанска територия, Индия, Индонезия, Мавриций, Малайзия, Малдиви, Мианмар, Самоа, Сейшели, Тайланд и Шри Ланка.

## Описание
Популацията на вида е намаляваща.